# Yves Malquier
Pas d'image ? Cliquez ici

a Compétitions nationales et continentales officielles uniquement.

b Matchs officiels uniquement.
Yves Malquier, né le 7 mai 1956 à Sigean, est un joueur de rugby à XV, qui a joué avec l'équipe de France et le RC Narbonne, au poste de troisième ligne centre (1,91 m pour 97 kg). 

## Biographie
Il a disputé un match du Tournoi des 5 Nations le 17 mars 1979 contre l'équipe d'Écosse, et trois autres matchs avec le XV de France.

## Palmarès
- Championnat de France de première division :
  - Champion (1) : 1979
- Challenge Yves du Manoir :
  - Vainqueur (3) : 1978, 1979 et 1984
  - Finaliste (1) : 1982
- Coupe Frantz Reichel :
  - Vainqueur (1) : 1976

## Statistiques en équipe nationale
- Sélection en équipe nationale : 1 (+ 3 non officielles)